# Bangangté
Bangangte (chiamata anche Bangangté, Banganté, Bangante) è la capitale del dipartimento di Ndé, in Camerun.